# Thermographie
 (août 2019).
Si vous disposez d'ouvrages ou d'articles de référence ou si vous connaissez des sites web de qualité traitant du thème abordé ici, merci de compléter l'article en donnant les références utiles à sa vérifiabilité et en les liant à la section « Notes et références ».
La thermographie ou plus précisement thermographie infrarouge est une technique de contrôle non destructif permettant d'obtenir une image thermique d'une scène par analyse des infrarouges. L'image obtenue est appelée « thermogramme».

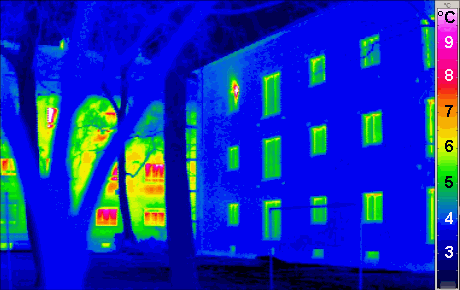
Thermogramme d'une « maison passive » au 1er plan, comparé à une construction traditionnelle (au fond).

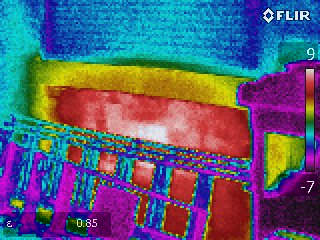
Vue de l'émission d'un radiateur au travers d'un mur, vue extérieure.

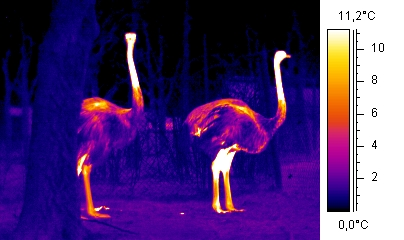
Thermogramme d'autruches, montrant la déperdition de calories au niveau du cou et des cuisses.

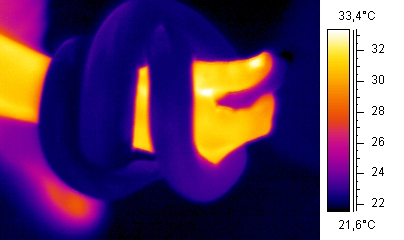
Serpent (animal à sang froid) autour d'un bras.

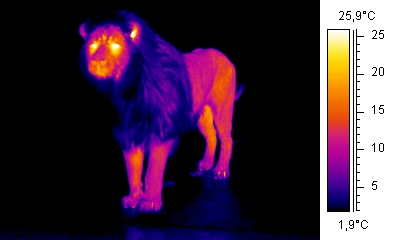
Thermographie mettant en évidence le caractère très isolant de la fourrure du lion mâle.

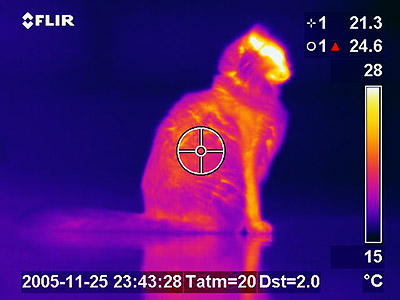
Thermogramme d'un chat.

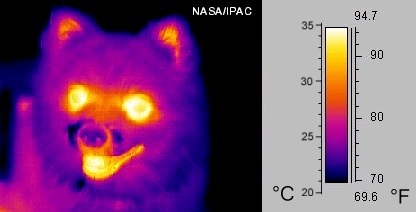
Thermogramme d'un chien (imagerie medium-infrarouge (La truffe humide et ventilée est plus fraiche que le museau).

## Principe
« la thermographie est la technique permettant d'obtenir, au moyen d'un appareillage approprié, l'image thermique d'une scène observée dans un domaine spectral de l'infrarouge »

— AFNOR
.
La simple visualisation thermique, mais sans mesure de température, s'effectue au moyen d'un imageur thermique. La mesure à distance de la température s'effectue au moyen des appareils suivants :
- thermomètres infrarouges sans contact, appareil de mesure de température, ou, strictement, d'un « état thermique » ;
- caméra thermique appareil de mesure de la thermographie. La caméra thermique fournit des mesures avec image ;
- Imageur thermique appareil de l'imagerie thermique, fournit des images sans mesures ;
- caméras infrarouges [N] cas particulier de caméra thermique (par exemple caméra QwipFlir) ;
- radiomètre appareil de mesure de flux de rayonnement (flux directionnel et partiel) ;
- système de thermographie [N] Ensemble d'appareils ou de fonctionnalités destiné à la mesure thermographique, depuis le capteur jusqu'à la présentation des températures. Une caméra thermique monobloc peut être un système de thermographie (cas des appareils pour la maintenance).

## Applications et économie
La technique est exploitée dans de nombreux domaines, notamment : bâtiment, industrie, recherche scientifique, médecine et vétérinaire, militaire.
La thermographie infrarouge permet notamment de détecter des déperditions thermiques (fuites dans l'isolation d'un bâtiment, dans des canalisations, etc.) ou des problèmes dans les réseaux électriques (surtensions…). Des laboratoires de recherche comme le GRESPI utilisent la thermographie pour déterminer les propriétés thermophysiques de couches minces de différents matériaux.
Le marché mondial des systèmes militaires d’imagerie infrarouge est estimé à 8,5 milliards de dollars américains en 2018 (environ 7,6 milliards d’euros) et devrait atteindre 14 milliards de dollars (environ 12,5 milliards d’euros) en 2023, selon Maxtech International. Quant au marché des caméras pour applications industrielles et grand public, il pourrait passer de 2,9 milliards de dollars (environ 2,6 milliards d’euros) à 4,1 milliards de dollars (environ 3,7 milliards d’euros) sur la même période, selon Yole Développement.

## Bâtiments
L'étude thermographique des bâtiments peut se faire de façon aérienne ou terrestre. Elle est un outil de diagnostic, permettant de déceler des désordres invisibles à l'œil nu. Elle permet de détecter des variations thermiques locales, et donc de visualiser des défauts d’isolation, ou permettre de démontrer des défauts. Dans l’existant, elle permet de mettre en évidence les défauts majeurs à traiter en priorité. Dans le neuf, elle peut être un puissant outil de mesure de la qualité d’une réalisation.

### Thermographie aérienne
La thermographie est souvent appliquée au bâtiment par thermographie aérienne pour analyser les déperditions thermiques des bâtiments à l'échelle d'un territoire ou plus localement pour l'analyse de fuites de calories à l'échelle d'une pièce, d'un logement ou de locaux techniques. Elle permet de rendre visible les déperditions de chaque bâtiment grâce à un thermogramme et à une échelle de couleurs, qui peuvent servir à produire des cartes. En moyenne, 44 % des déperditions thermiques d’un bâtiment s’effectuent par la toiture, 37 % par les murs et  19 % par les vitres.
La thermographie peut aussi mettre en évidence des défauts d'isolation de réseaux de chaleurs ou de certains systèmes industriels.
Des images aériennes sont réalisées dans l'infrarouge et en hiver, pour mettre en évidence les défauts d'isolation thermique des toitures. Elles aident les propriétaires, locataires, bailleurs sociaux ou collectivités à prioriser les investissements en économies d'énergie (par isolation des combles ou de terrasses d'abord, car c'est l'investissement souvent le plus rentable en termes d'économie d'énergie et pour atteindre les objectifs du Protocole de Kyoto).

#### Mise en œuvre
Un hélicoptère, un avion équipé d’un capteur infrarouge thermique survole la ville à une même altitude usuelle (500 à 1 000 mètres selon les cas et la précision recherchée). Plusieurs entreprises françaises proposent aujourd'hui un service de thermographie aérienne par drone : le drone permet d'effectuer rapidement un diagnostic complet d'un bâtiment en prenant les thermographies aériennes et de façades.

#### Rendu
La carte thermique finale est une représentation, dans l'emprise cadastrale des bâtiments, des luminances enregistrées en thermographie infrarouge. Elle permet de :
- dynamiser le tissu social économique local (travaux d’amélioration de l’habitat) ;
- affiner la connaissance de son patrimoine (écoles, salles de sport, bâtiments administratifs et techniques, habitations, entreprises, etc.) ;
- engager un programme de communication.

### Thermographie terrestre
Des caméras thermiques portatives permettent de travailler au sol et à pied. Cependant elles souffriront de l'inconvénient inverse de la thermographie aérienne, à savoir le manque de recul qui risque de créer un reflet thermique de l'opérateur, mais aussi la difficulté à bien visualiser le toit. Par contre, elles permettent de mieux zoomer les détails des bâtiments et d'en inspecter également l'intérieur. Les résolutions vont actuellement de 40×40 jusqu'à plus de 640×480 ; certaines ne prennent que des photos, d'autres permettent l'incrustation automatique dans les photos ou encore prennent des films. Il existe quelques règles de base à respecter pour la thermographie au sol : distance et angle suffisants de la zone d'examen pour éviter de refléter l'opérateur (une vitre reflète le rayonnement de l'opérateur à plusieurs mètres de distance), 10 °C de différence de T° entre l'intérieur et l'extérieur, sauf cas spéciaux, éviter de photographie quand il pleut, quand il neige, quand il y a beaucoup de vent ou quand il fait grand soleil et faire déblayer les lieux bien à l'avance pour mieux visualiser et éviter la rémanence thermique des objets déplacés. Les meilleures conditions sont avant le lever du soleil entre −10 °C et 10 °C extérieurs, 20 °C dans le bâtiment, par temps sec et avec peu de vent.

### Limites techniques
La thermographie aérienne infrarouge  est une mesure de luminance d'une surface, dans le spectre de sensibilité de la caméra.
Elle permet d'estimer le niveau de déperditions de chaque bâtiment par la toiture, mais ne fournit pas d'information suffisante sur les façades (la mesure d'émissivité dépendant de l'angle de vue ; l'incidence quasi-verticale des prises de vues aériennes est favorable à une bonne mesure de l'émissivité des toitures, mais non des façades). Les façades composites, formées d'éléments divers, aux inerties thermiques variées peuvent cependant être étudiées en thermographie, à partir du sol
La quantité et nature du rayonnement émis par une surface dépendent de nombreux paramètres. Le spectre infrarouge dépend de la température de la surface qui en elle-même n’est qu'un des nombreux paramètres de sa luminance globale. La température de surface d'une toiture ne traduit pas ce qui se passe thermiquement aux différents étages inférieurs.
L'image thermographique met donc en évidence un symptôme qui devra être interprété par un thermicien pour être traduit en une estimation du niveau de déperdition d'un bâtiment et en éventuelles actions correctrices.

### En France
Après une expérience ancienne dans le bassin minier du nord de la France (soutenue par l'AFME), des villes comme Pau, Pontarlier, Reims, Gap, Nice, Annecy ou Grenoble, Paris, une agglomération comme la Communauté urbaine d'Arras, ont utilisé récemment[Quand ?]  cet outil, de plus en plus souvent en lien avec un Plan climat territorial.
Grenoble envisageait d'isoler les bâtiments les plus « déperditifs » dès mi-2008, en visant un rythme de 1 000 logements à isoler de 2008 à 2012-2013 (budget d’un million d’€/an, plus subventions…), pour un parc total de 80 000 logements. La Région Île-de-France a adopté, en mai 2006, un « plan énergie » qui apporte 40 % du financement aux établissements publics de coopération intercommunale désirant entreprendre une thermographie aérienne sur leur territoire.

## Systèmes électriques
Une autre application de cette technologie est la mise en évidence de défaillances des installations électriques et déceler les échauffements anormaux.
Cette maintenance préventive a pour but de contrôler les équipements électriques tels que; disjoncteur, contacteur, relais, sectionneur; afin de détecter d'éventuels problèmes d'usure, surcharge, déséquilibre de phase, défauts de connexions (mauvais serrage, mauvais sertissage, oxydation). L'intérêt essentiel est de prévenir des incendies d'origine électrique. Des cosses mal serties, des organes surchargés, se visualisent immédiatement avec la thermographie. On peut également mettre en évidence des circuits dans lesquels l'absence de courant révèle un défaut.

Le contrôle devant avoir lieu sur une installation en état normal de fonctionnement, cela ne cause aucun arrêt de production. En outre, en tant que mesure à distance, la thermographie s'affranchit des contraintes liées au respect des distances de sécurité.

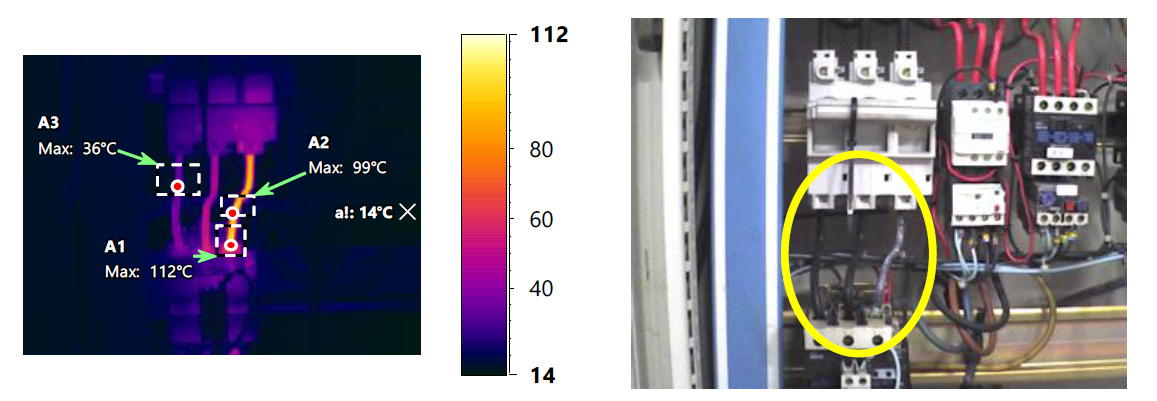
Défaut de connexion porte fusibles
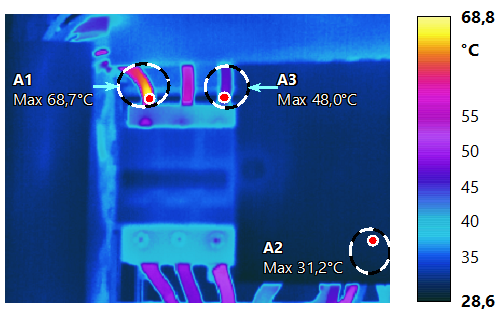
Défaut de connexion disjoncteur triphasé
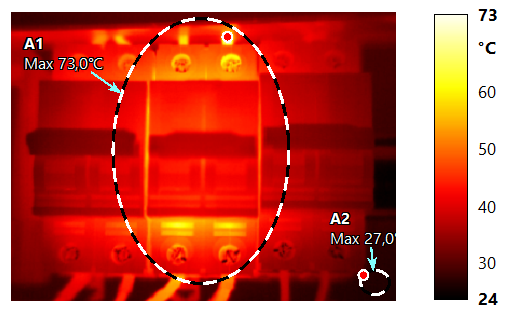
Défaut de surcharge disjoncteur

## Autres usages industriels
Les utilisations de la thermographie pour le diagnostic industriel sont nombreuses, avec par exemple le contrôle qualité en continu sur des soudures ou la détection de fuites. Elle est notamment utilisée par les industries de pointe (ex : contrôle des fours en pétrochimie, ou dans l'aéronautique. Mais aussi en tant que méthode de maintenance conditionnelle.
Une caméra thermique permet de facilement détecter des problèmes de surchauffe et les points sensibles d'une installation mécanique ou électrique.La détection automatique du point froid/chaud accentue immédiatement les zones à risques directement sur l'écran de la caméra thermique. Un coup d'œil suffit à détecter le point le plus froid/chaud d'une scène thermique.
Une caméra thermique peut être utilisée pour :
- la maintenance préventive d'organe de production comme un moteur, un roulement, un engrenage, une pompe… ;
- l'inspection de système électrique comme une armoire électrique, des transformateurs BT / MT / HT… ;
- l'assurance qualité en production comme un corps étranger ou une analyse de la distribution de température ;
- le suivi de processus et contrôle de four, niveau de cuve, purgeur de vapeur, valve, enveloppe réfractaire… ;
- détecter les surchauffes mécaniques et électriques afin de mettre en place des actions de maintenance (moins coûteuses qu'un arrêt de production).

Il est important de détecter de manière anticipée et sûre les dommages en préparation dans les éléments importants d’une installation de production afin de garantir la production, la fiabilité et un niveau de sécurité élevé des machines. Un échauffement peut être synonyme d’une surcharge notamment dans le cas d’éléments mécaniques tels que des roulements. Celui-ci survient par exemple par frottement, du fait d’un défaut d’ajustage, de tolérances des pièces ou de graissage.
La détection automatique du point chaud permet une localisation simple et rapide des défauts. Des anomalies de répartition thermique des composants dans des procédés de production doivent être détectées rapidement et sans risque, donc sans contact. Cela permet, en vérifiant les composants électriques, par exemple sur des cartes, de détecter précisément les composants en surchauffe.

## Défense

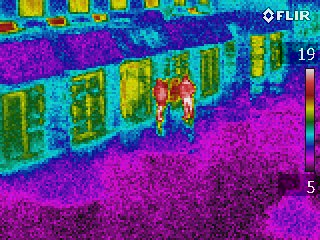
Vue thermographique de personnes dans une rue.

Les caméras infrarouges, éventuellement accompagnées de torches infrarouges, permettent de voir dans le noir. Ceci permet de détecter les sources de chaleur corporelle et donc de visualiser en pleine obscurité, sans même être vu soi-même.
Cependant, contrairement à une légende bien ancrée, la thermographie ne voit pas « à travers» les murs et les feuillages ni même une vitre. Elle détecte seulement les émissions directes et indirectes de radiations thermiques et donc on ne percevra pas la plupart du temps derrière un mur, des feuillages…
Par contre, dans le cas de forte concentration ou de volume exigu, on détectera que l'ensemble du volume est plus chaud ou si quelque chose de chaud est appuyé contre une paroi. Mais une simple pellicule permet de tout masquer du moment qu'elle n'est pas réchauffée par ce qui est derrière. C'est là où, ironiquement, une caméra infrarouge sera incapable d'observer ce que tout le monde pourrait voir à travers une baie vitrée, le verre ne laissant en effet pas passer les infrarouges radiatifs.

## Médecine

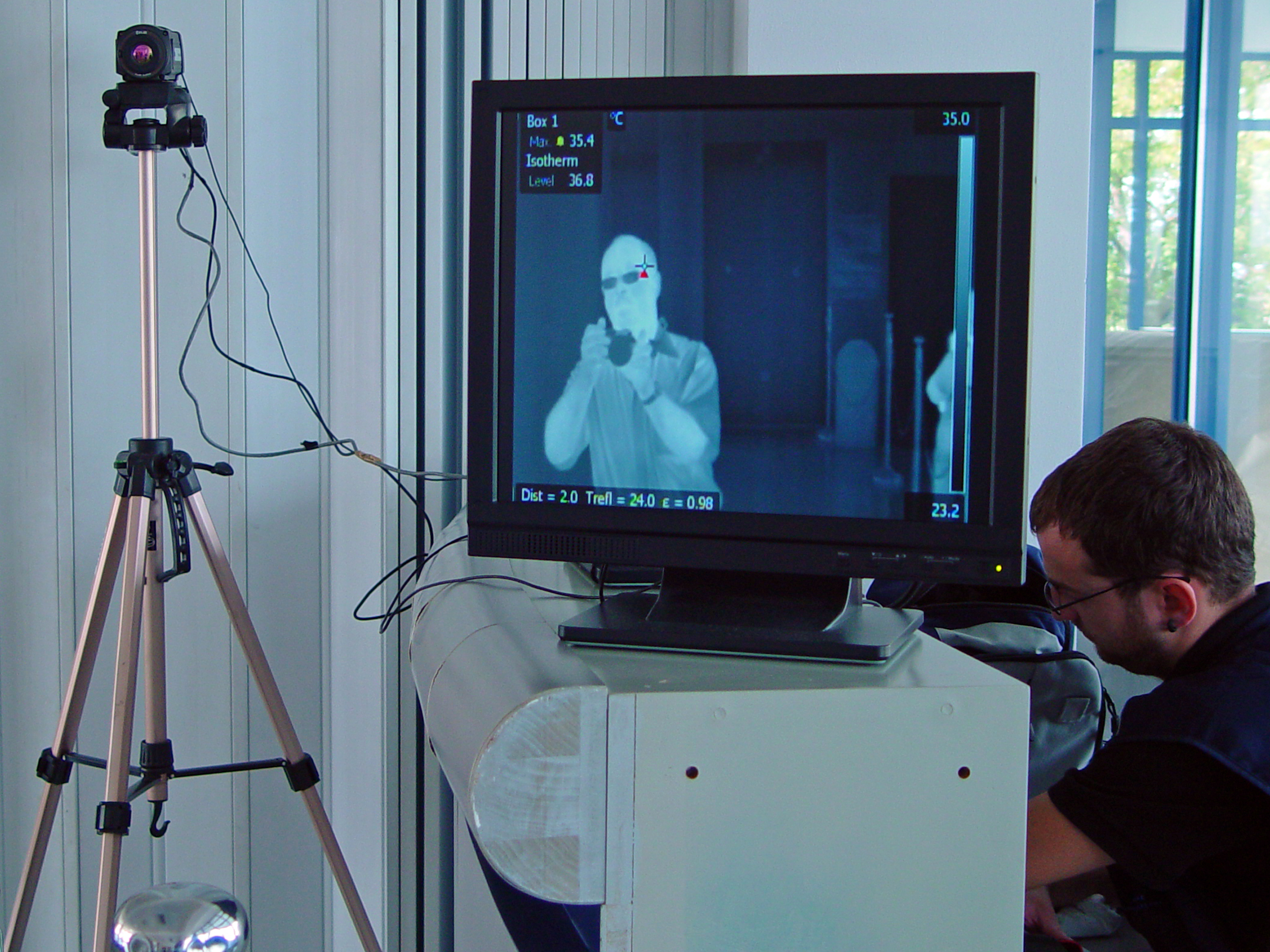
Caméra thermique permettant dans un aéroport de détecter des personnes grippées ou fiévreuses, afin de limiter le risque épidémiologique. Un pointeur permet de mesurer à distance la température d'une zone de la peau. La température s'inscrit sur l'écran.

La thermographie permet dans les applications médicales de repérer des anomalies de températures locales (tendinite ou inflammations superficielles ou sous-jacentes par exemple) ou globales (fièvre).
Elle peut être employée autant pour la détection de traumatismes que pour le suivi en hyperthermie.
L’étude par thermographie infrarouge de la température de la peau est un moyen d’apprécier l'état physiologique de la peau et son métabolisme, mais aussi d’une certaine façon celle des tissus sous-jacents.

Elle présente un intérêt dans le diagnostic des pathologies ou dans le suivi des actes thérapeutiques où il y a atteinte de la vascularisation : brûlures, greffe, ischémie, angiogenèse, angioplastie.

## Œuvres d'art
La thermographie peut être utilisée comme technique non destructive d'analyse des œuvres d'art, en particulier pour l'identification des défauts sous la surface dans les matériaux.

### Sources
- Cet article est partiellement ou en totalité issu de l'article intitulé « Thermographie infrarouge » (voir la liste des auteurs).
- « La thermographie aérienne, un outil de sensibilisation à la maîtrise d'énergie » sur iau-idf.fr.
- « L'imagerie thermique et la thermographie » sur institut-thermographie.net.
- (en) Krista Blessey, Christina Young, John Nunn et al, « The Feasability of flash thermography for the examination and conservation of works of art », Studies in Conservation, volume 55, no 2, 2010, p. 107 à 120.